# Jesús María Merino Landaluce
Jesús María Merino Landaluce (Tudela, Navarra, 7 de desembre de 1967), és un exfutbolista navarrés conegut futbolísticament com a Jesús Merino. Jugava de defensa i el seu primer equip va ser l'Athletic Club de Bilbao.

## Trajectòria
Jesús Merino  va debutar en les categories inferiors del CD Tudelano. Allí va romandre fins a la temporada 1984-1985 passant per totes les categories del seu equip natal (incloses Regional Preferent i Tercera Divisió). Va fitxar per l'Athletic Club de Bilbao on va jugar dos anys com juvenil, abans de passar al Bilbao Athletic i debutar en primera el 23 de setembre de 1990 contra l'Sporting de Gijón. Poc després Merino va arribar a Cantàbria, al Racing de Santander amb aquest en Segona Divisió en la 1992-1993 i amb la seva participació es va assolir l'objectiu de l'ascens a Primera.
Va jugar 6 temporades en Primera en les quals es pot destacar la victòria davant el FC Barcelona (5-0), va ser el segon defensa més golejador de l'equip muntanyés i tercer jugador amb més partits en Primera en la història de Santander, 189 en total.
Gran Capità del Racinguisme durant diversos anys, després de penjar les botes en la temporada 1998-1999, Merino va complir diverses funcions dintre del club, formant part del seu equip directiu com a secretari tècnic fins a la seva destitució el 17 de juny de 2008.